# Římskokatolická farnost Mlázovy
Římskokatolická farnost Mlázovy je zaniklým územním společenstvím římských katolíků v rámci sušicko-nepomuckého vikariátu českobudějovické diecéze.

## O farnosti

### Historie
Plebánie byla v Mlázovech zřízena v roce 1360. V pozdější době zanikla a od roku 1689 bylo její území součástí farnosti Kolinec. Roku 1848 byla v místě zřízena lokálie. Z té byla v roce 1857 vytvořena samostatná farnost. Farnost dne 31. 12. 2019 zanikla. Jejím právním nástupce je Římskokatolická farnost Kolinec.

### Současnost
Farnost je administrována ex currendo ze Sušice.
| Kostel                   | Místo     | Bohoslužba             | Bohoslužba             | Poznámka     |
| ------------------------ | --------- | ---------------------- | ---------------------- | ------------ |
| Kaple                    | Lukoviště | neslouží se pravidelně | neslouží se pravidelně | obecní kaple |
| Kostel sv. Jana Křtitele | Mlázovy   | 2. sobota v měsíci     | 16.30                  | farní kostel |